# El regreso del Avatar
El Regreso del Avatar (en inglés The Avatar Returns) es la segunda parte del primer episodio de la serie animada de televisión Avatar: La Leyenda de Aang. Fue dirigido por Dave Filoni y escrito por Michael Dante DiMartino y Bryan Konietzko.

## Sinopsis
Aang no ve la hora de regresar a su hogar, el Templo del Aire del Sur, a pesar de las advertencias de Katara de que las cosas pueden haber cambiado en los 100 años desde que estuvo allí. Aang le muestra el templo a ella y a su hermano Sokka y recuerda el tiempo con su mentor, el monje Gyatso, mientras que Katara intenta ocultar cada rastro de la Nación del Fuego para evitarle a Aang la triste verdad. 
Luego, los tres ingresan al santuario del templo, donde encuentran estatuas de todos los Avatares anteriores (que también son vidas pasadas de Aang), así como un lémur volador. Mientras persigue al lémur, Aang descubre una habitación llena de cascos de la Nación del Fuego que rodea el esqueleto de Gyatso, y entra en el estado de Avatar con dolor. Una vez que Katara y Sokka lo calman, se dan cuenta de que la Nación del Fuego mató a todos los gobernantes del aire excepto a él. Cuando salen del templo, adoptan al lémur como mascota y Aang lo llama Momo. 
Mientras tanto, Zuko se detiene en una base de la Nación del Fuego para reparar su nave, donde es recibido por Zhao, un comandante del Ejército de la Nación del Fuego. Zuko intenta ocultar que vio al Avatar, pero Zhao descubre la verdad y asume la tarea de capturar al Avatar, creyendo que Zuko es un fracaso. Este se niega a aceptarlo, ya que capturar al Avatar es la única forma en que puede regresar de su exilio de la Nación del Fuego. Las tensiones aumentan entre los dos, luego se retan en un duelo de dominio de fuego (conocido como agni kai), que Zuko gana, incluso si le ahorra a Zhao.